# Rhopalomyia conica
Rhopalomyia conica är en tvåvingeart som beskrevs av Gagne 1983. Rhopalomyia conica ingår i släktet Rhopalomyia och familjen gallmyggor. Inga underarter finns listade i Catalogue of Life.